# SV Dynamo Apeldoorn (piłka siatkowa kobiet)
SV Dynamo Apeldoorn – żeński klub piłki siatkowej z Holandii. Klub został założony w 1967 i ma swoją siedzibę w Apeldoorn.